# Roboetica
La roboetica è l'etica applicata alla robotica. È l'etica degli umani – e non dei robot – che progettano, costruiscono e usano i robot.

## Argomenti fondamentali
Nel corso di pochi decenni, la robotica è diventata una delle principali discipline scientifico-tecnologiche, in così rapida evoluzione che in un vicino futuro noi umani coabiteremo il pianeta, e collaboreremo, con un nuovo tipo di macchine automatiche: i robot. Questo comporterà molti e nuovi e problemi etici, psicologici, sociali ed economici.
“La roboetica è un'etica applicata, il suo scopo è sviluppare strumenti e conoscenze scientifiche, culturali e tecnici che siano universalmente condivisi, indipendentemente dalle differenze culturali, sociali e religiose. Questi strumenti potranno promuovere e incoraggiare lo sviluppo della robotica verso il benessere della società e della persona. Inoltre, grazie alla roboetica, si potrà prevenire l'impiego della robotica contro gli esseri umani” (Veruggio, 2002).
Per la prima volta nella sua storia, l'umanità ha la possibilità di costruire entità intelligenti e autonome. Da questo punto di vista, è necessario che la comunità scientifica riesamini il concetto di intelligenza, che non è più associata solo agli umani o agli animali, ma anche alle macchine. Analogamente, concetti complessi come autonomia, apprendimento, coscienza, libero arbitrio, capacità decisionale, libertà, emozione, e molti altri ancora non hanno lo stesso significato semantico, né pratico, se posti in relazione agli esseri umani, agli animali o alle macchine.
In questo contesto, diventa ancor più naturale e necessario che la robotica coinvolga nel suo progredire numerose altre discipline, tra cui la logica, la linguistica, le neuroscienze, la psicologia, la biologia, la fisiologia, la filosofia, la letteratura, l'antropologia, le arti. In tal senso, la robotica contribuirà de facto ad avvicinare le cosiddette due culture, quella scientifica e quella umanistica. La costruzione della roboetica dovrà tenere conto di questa specificità: ciò significa che gli studiosi dovranno considerare la robotica nella sua globalità—a dispetto del suo attuale stadio iniziale di sviluppo, quasi un melting pot culturale – per poter sviluppare una visione corretta del futuro di questa disciplina.

## Le principali posizioni sulla roboetica
Già durante il  primo Simposio Internazionale sulla roboetica (Sanremo, Italia, 2004), emersero nella comunità dei robotici tre diverse posizioni etiche, rispetto alle loro responsabilità nei confronti della loro attività tecnico-scientifica (D. Cerqui, 2004):
- Robotici non interessati all'etica: è la posizione di coloro che considerano le proprie ricerche come attività strettamente tecniche, esenti da responsabilità morali o sociali;
- Robotici interessati a questioni etiche sul breve termine: è la posizione di coloro che esprimono le proprie preoccupazione morali, rispetto alla propria attività professionale, in termini immediati e semplici di buono e cattivo, rifacendosi per la loro definizione ai valori culturali accettati e alle convenzioni sociali;
- Robotici interessati a problemi etici sul lungo termine: è la posizione di coloro che esprimono la propria preoccupazione morale, rispetto alla propria attività professionale, in termini globali e sul lungo termine. Per esempio, essi considerano problemi come il divario digitale tra Nord e Sud, o tra le diverse generazioni.

## Discipline coinvolte nella roboetica
L'elaborazione della roboetica richiede l'impegno di esperti di diverse discipline che, collaborando in progetti internazionali, in comitati e in commissioni, possano aggiornare le leggi e le norme in base ai problemi risultanti dagli sviluppi scientifici e tecnologici della robotica. È possibile che in corso d'opera nascerà la necessità di creare nuovi curricula studiorum e nuove specializzazioni atte a gestire una situazione così complessa (come è successo, per esempio, nel caso della medicina forense). Le principali discipline coinvolte nella roboetica sono, oltre alla robotica stessa: informatica, intelligenza artificiale, filosofia, teologia, biologia, fisiologia, scienze cognitive, neuroscienze, giurisprudenza, sociologia, psicologia e disegno industriale.

## Princìpi
In quanto etica umana, la roboetica deve conformarsi ai princìpi e alle norme fondamentali accolti, sanciti e universalmente accettati nelle principali Carte sui Diritti dell'Uomo, e tra questi:
- Rispetto della dignità e dei diritti umani.
- Uguaglianza, giustizia ed equità.
- Benefici e svantaggi di ogni attività.
- Rispetto per le differenze culturali e il pluralismo.
- Nessuna discriminazione né stigmatizzazione.
- Diritto alla protezione dei propri dati personali.
- Difesa della Privacy.
- Riservatezza.
- Solidarietà e collaborazione.
- Responsabilità sociale.
- Condivisione dei benefici.
- Responsabilità per la salvaguardia della biosfera.

## Problemi etici generali relativi alla scienza e tecnologia
La robotica condivide con altri settori della scienza e della tecnologia molti dei problemi etici derivati dalla seconda e dalla terza rivoluzione industriale, tra cui:
- Dual use della tecnologia.
- Impatto della tecnologia sull'ambiente.
- Effetti della tecnologia sulla distribuzione globale delle ricchezze.
- Divario socio tecnologico, divario digitale.
- Accesso alle risorse tecnologiche.
- Disumanizzazione degli umani rispetto alle macchine.
- Dipendenza dalla tecnologia.
- Antropomorfizzazione delle macchine.

## Storia della roboetica
Le linee guida della roboetica sono state sviluppate durante eventi e progetti internazionali:
- 2004, Primo Simposio internazionale sulla roboetica, 30th – 31st January 2004, Villa Nobel, Sanremo, Italia, organizzato da Scuola di Robotica, dove è stata impiegata per la prima volta in forma ufficiale la parola roboetica.
- 2004, IEEE-RAS Archiviato il 5 dicembre 2006 in Internet Archive. ha creato un Comitato Tecnico sulla RoboEtica.
- 2004, Dichiarazione Internazionale di Fukuoka sulla Robotica, dichiarazione del 25 febbraio, 2004 presso Fukuoka, Giappone.
- 2005, ICRA05 (International Conference on Robotics and Automation), Barcellona: il Comitato Tecnico sulla Roboetica della IEEE Robotics&Automation Society ha organizzato un Workshop sulla roboetica.
- 2006, BioRob2006 (La prima conferenza internazionale di robotica biomedica e biomeccatronica della IEEE Robotics&Automation Society Pisa, Italia: Mini simposio sulla roboetica.
- 2005-2006, The Euron Project(Genova, Italia, febbraio/marzo 2006)., coordinato da Scuola di Robotica, che ha coinvolto numerosi robotici e studiosi di scienze umane che hanno redatto la prima Roadmap della roboetica.
- 2006, International Workshop “Ethics of Human Interaction with Robotic, Bionic, and AI Systems: Concepts and Policies”, Napoli, 17-18 ottobre, 2006. Il workshop è stato organizzato dal progetto europeo ETHICBOTS.
- 2007 ICRA07 (International Conference on Robotics and Automation), Roma: the IEEE RAS TC on Roboethics organized a Workshop on Roboethics.
- 2007 International European Conference on Computing and Philosophy E-CAP ‘07 Archiviato il 1º luglio 2010 in Internet Archive., University of Twente, Netherlands, 21-23 giugno, 2007. Track “Roboethics”.
- 2007 Computer Ethics Philosophical Enquiry CEPE '07 Archiviato il 28 giugno 2011 in Wikiwix., Università di San Diego, USA,12–14 luglio, 2007. Topic “Roboethics”.
- 2017 Principi di Asilomar